# Persone di nome George/Calciatori
| Questa pagina contiene informazioni ricavate automaticamente dalle voci biografiche con l'ausilio del template Bio e di un bot. L'aggiornamento è periodico e automatico e ricostruisce completamente la pagina. Se manca una persona in questa lista, sei pregato di non aggiungerla, ma accertati piuttosto che la sua voce biografica contenga il template Bio e che i dati anagrafici siano correttamente compilati. Se il template Bio manca, inseriscilo tu stesso o, in alternativa, metti l'avviso {{tmp\|Bio}} che ne segnala la mancanza. Se i dati riportati sono sbagliati, correggi direttamente la voce biografica; le modifiche saranno visibili in questa lista entro pochi giorni. Per chiarimenti vedi il progetto antroponimi. La lista contiene solo le 165 persone che sono citate nell'enciclopedia e per le quali è stato implementato correttamente il template Bio. Pagina aggiornata al 22 lug 2025. |

Questa è una lista di persone presenti nell'enciclopedia che hanno il nome George e sono calciatori.

## A(13)
- George Aba, ex calciatore salomonese (n. 1984)
- George Abbey, ex calciatore nigeriano (Port Harcourt, n. 1978)
- George Alhassan, ex calciatore ghanese (n. 1955)
- George Alhassan, calciatore ghanese (n. 1941 - † 2013)
- George Allan, calciatore scozzese (Linlithgow, n. 1875 - Elie ed Earlsferry, † 1899)
- George Anderson, calciatore inglese (Manchester, n. 1893 - † 1959)
- George Andrews, ex calciatore inglese (Dudley, n. 1942)
- George Armitage, calciatore inglese (Londra, n. 1898 - Aylesford, † 1936)
- George Armstrong, calciatore e allenatore di calcio inglese (Hebburn, n. 1944 - Hemel Hempstead, † 2000)
- George Ashfield, calciatore inglese (Manchester, n. 1934 - † 1985)
- George Ashmore, calciatore inglese (Plymouth, n. 1898 - † 1973)
- George Atkinson, calciatore inglese (West Auckland, n. 1893 - Bishop Auckland, † 1967)
- Leandro Lima, ex calciatore brasiliano (Fortaleza, n. 1985)

## B(18)
- George Baldock, calciatore greco (Buckingham, n. 1993 - Glifada, † 2024)
- George Barlow, calciatore inglese (Orrell, n. 1885 - Southport, † 1921)
- George Baysah, ex calciatore liberiano (n. 1986)
- George Beaton, calciatore inglese (Londra, n. 1881)
- George Bello, calciatore statunitense (Abuja, n. 2002)
- George Berry, ex calciatore gallese (Bad Zwischenahn, n. 1957)
- George Best, calciatore nordirlandese (Belfast, n. 1946 - Londra, † 2005)
- George Blay, ex calciatore ghanese (n. 1980)
- George Borba, ex calciatore italiano (Macerata, n. 1944)
- George Boyd, ex calciatore scozzese (Chatham, n. 1985)
- George Brander, calciatore scozzese (Aberdeen, n. 1929 - † 1995)
- George Bray, calciatore britannico (Oswaldtwistle, n. 1918 - Hapton, † 2002)
- George Bromilow, calciatore inglese (Southport, n. 1931 - Southport, † 2005)
- George Brough, ex calciatore britannico (n. 1993)
- George Brown, calciatore e allenatore di calcio inglese (Mickley, n. 1903 - Birmingham, † 1948)
- Frans de Bruijn Kops, calciatore olandese (Bengkulu, n. 1886 - L'Aia, † 1979)
- George Byers, calciatore inglese (Ilford, n. 1996)
- Daniel Bîrligea, calciatore rumeno (Brăila, n. 2000)

## C(13)
- George Cabrera, ex calciatore gibilterriano (Gibilterra, n. 1988)
- George Campbell, calciatore statunitense (Chester, n. 2001)
- George Camsell, calciatore inglese (Durham, n. 1902 - † 1966)
- George Chigova, calciatore zimbabwese (Harare, n. 1991 - Pretoria, † 2023)
- George Ciantar, ex calciatore maltese (n. 1953)
- George Cohen, calciatore inglese (Kensington, n. 1939 - Londra, † 2022)
- George Connelly, ex calciatore scozzese (Fife, n. 1949)
- George Edwin Cooke, calciatore statunitense (St. Louis, n. 1883 - St. Louis, † 1969)
- George Corral, calciatore messicano (Ecatepec, n. 1990)
- George Cox, calciatore inglese (Worthing, n. 1998)
- George Cummings, calciatore scozzese (Thornbridge, n. 1913 - Birmingham, † 1987)
- George Curcă, ex calciatore rumeno (Isaccea, n. 1981)
- Alexandru Cîmpanu, calciatore rumeno (n. 2000)

## D(7)
- George Datoru, ex calciatore nigeriano (Port Harcourt, n. 1977)
- George Davies, calciatore sierraleonese (Freetown, n. 1996)
- George Dewsnip, ex calciatore inglese (Little Hulton, n. 1956)
- George Dobson, calciatore inglese (Harold Wood, n. 1997)
- George Fawcus, calciatore e dirigente sportivo inglese (North Shields, n. 1858 - Blonay, † 1925)
- George Ducker, calciatore canadese (Ontario, n. 1871 - Galt, † 1952)
- George Dunlop, ex calciatore nordirlandese (Belfast, n. 1951)

## E(3)
- George Eastham, calciatore e allenatore di calcio inglese (Blackpool, n. 1936 - Londra, † 2024)
- George Elliott, calciatore inglese (Sunderland, n. 1889 - Middlesbrough, † 1948)
- George Evans, calciatore inglese (Cheadle, n. 1994)

## F(5)
- George Florescu, ex calciatore rumeno (Cluj-Napoca, n. 1984)
- George Fochive, ex calciatore statunitense (Washington, n. 1992)
- George Forsyth, ex calciatore e politico peruviano (Caracas, n. 1982)
- George Francomb, calciatore inglese (Hackney, n. 1991)
- George Friend, ex calciatore inglese (Barnstaple, n. 1987)

## G(7)
- George Galamaz, ex calciatore rumeno (Bucarest, n. 1981)
- George Ganea, calciatore rumeno (Bucarest, n. 1999)
- George Gebro, ex calciatore liberiano (Monrovia, n. 1981)
- George Gibbs, ex calciatore inglese (Londra, n. 1953)
- George Graham, ex calciatore e allenatore di calcio scozzese (Bargeddie, n. 1944)
- George Green, calciatore inglese (Northowram, n. 1914 - Halifax, † 1995)
- George Greenfield, calciatore inglese (Hackney, n. 1908 - † 1981)

## H(13)
- Willie Hall, calciatore inglese (Newark-on-Trent, n. 1912 - Newark-on-Trent, † 1967)
- George Hamilton, calciatore scozzese (Irvine, n. 1917 - Aberdeen, † 2001)
- George Harmon, calciatore inglese (n. 2000)
- George Harrison, calciatore inglese (Church Gresley, n. 1892 - Church Gresley, † 1939)
- George Herd, calciatore e allenatore di calcio scozzese (Lanark, n. 1936 - Lanark, † 2024)
- George Heslop, calciatore inglese (n. 1940 - † 2006)
- George Hilsdon, calciatore britannico (Londra, n. 1885 - Leicester, † 1941)
- George Hirst, calciatore scozzese (Sheffield, n. 1999)
- George Holley, calciatore inglese (Seaham, n. 1885 - † 1942)
- George Honeyman, calciatore inglese (Prudhoe, n. 1994)
- George Hudson, calciatore inglese (Manchester, n. 1937 - † 2020)
- Hubert Heron, calciatore inglese (Uxbridge, n. 1852 - † 1914)
- George Hunt, calciatore inglese (Mexborough, n. 1910 - Bolton, † 1996)

## I(1)
- George Ilenikhena, calciatore nigeriano (Lagos, n. 2006)

## J(6)
- George Jackson, calciatore inglese (Manchester, n. 1952)
- George Jobey, calciatore e allenatore di calcio inglese (Newcastle upon Tyne, n. 1885 - Derby, † 1962)
- George John, ex calciatore statunitense (Shoreline, n. 1987)
- George Johnston, calciatore scozzese (Manchester, n. 1998)
- George Jones, ex calciatore maltese (n. 1933)
- George Jones, ex calciatore inglese (Radcliffe, n. 1945)

## K(6)
- Georgie Kelly, calciatore irlandese (Donegal Town, n. 1996)
- George Ker, calciatore scozzese (Glasgow, n. 1860 - New Yakima, † 1922)
- George Kinnell, calciatore scozzese (Cowdenbeath, n. 1937 - † 2021)
- George Kobayashi, ex calciatore giapponese (São Paulo, n. 1947)
- George Kolala, ex calciatore zambiano (n. 1976)
- George Koumantarakis, ex calciatore greco (Atene, n. 1974)

## L(7)
- George Lamptey, ex calciatore ghanese (Accra, n. 1951)
- George Lawrence, ex calciatore inglese (Kensington, n. 1962)
- George Lebese, ex calciatore sudafricano (Mamelodi, n. 1989)
- George Livingstone, calciatore e allenatore di calcio scozzese (Dumbarton, n. 1876 - Helensburgh, † 1950)
- George Long, calciatore inglese (Sheffield, n. 1993)
- George Lui, calciatore salomonese (n. 1981)
- George Luke, calciatore inglese (Newcastle upon Tyne, n. 1933 - Forest Hall, † 2010)

## M(21)
- George Minatto Paulino, ex calciatore brasiliano (Araranguá, n. 1991)
- George Male, calciatore inglese (Londra, n. 1910 - † 1998)
- George Mallia, ex calciatore maltese (Sliema, n. 1978)
- George Maluleka, calciatore sudafricano (Tembisa, n. 1989)
- George Martin, calciatore e allenatore di calcio scozzese (Bothwell, n. 1899 - Luton, † 1972)
- George Mbwando, ex calciatore zimbabwese (Musuma, n. 1975)
- George McCartney, ex calciatore nordirlandese (Belfast, n. 1981)
- George McCluskey, ex calciatore scozzese (Hamilton, n. 1957)
- George McLeod, calciatore scozzese (Inverness, n. 1932 - Luton, † 2016)
- George Merloi, calciatore rumeno (Bucarest, n. 1999)
- Felix Michel Melki, calciatore svedese (Södertälje, n. 1994)
- George Midenyo, ex calciatore keniota (n. 1981)
- George Mihaljevic, calciatore e allenatore di calcio jugoslavo (Vuka, n. 1936 - Saint Louis, † 2023)
- George Miller, ex calciatore liberiano (Tripoli, n. 1980)
- George Mills, calciatore britannico (Deptford, n. 1908 - Torquay, † 1970)
- George Miron, calciatore rumeno (Galați, n. 1994)
- George Moncur, calciatore inglese (Swindon, n. 1993)
- George Moorhouse, calciatore statunitense (Liverpool, n. 1901 - New York, † 1982)
- George Morrall, calciatore inglese (Smethwick, n. 1905 - Birmingham, † 1955)
- George Mountford, calciatore inglese (Kidderminster, n. 1921 - Kidderminster, † 1973)
- George Mourad, ex calciatore svedese (Beirut, n. 1982)

## O(6)
- George O'Boyle, ex calciatore nordirlandese (Belfast, n. 1967)
- George Oakley, calciatore inglese (Wandsworth, n. 1995)
- George Odhiambo, calciatore keniota (Thur Gem, n. 1992)
- George Ogăraru, ex calciatore rumeno (Bucarest, n. 1980)
- George Owino, ex calciatore keniota (Nairobi, n. 1981)
- George Owu, ex calciatore ghanese (Accra, n. 1982)

## P(6)
- George Pakos, ex calciatore canadese (Victoria, n. 1952)
- George Paterson, calciatore e allenatore di calcio scozzese (Denny, n. 1914 - Nuova Zelanda, † 1986)
- George Petchey, calciatore e allenatore di calcio inglese (Whitechapel, n. 1931 - † 2019)
- George Stanger, calciatore neozelandese (Melrose, n. 2000)
- George Poyser, calciatore e allenatore di calcio inglese (Stanton Hill, n. 1910 - Skegby, † 1995)
- George Pușcaș, calciatore rumeno (Marghita, n. 1996)

## R(4)
- George Raynor, calciatore e allenatore di calcio inglese (Wombwell, n. 1907 - Buxton, † 1985)
- George Reader, calciatore e arbitro di calcio inglese (Nuneaton, n. 1896 - Southampton, † 1978)
- George Richards, calciatore inglese (n. 1880 - † 1959)
- George Robb, calciatore inglese (Londra, n. 1926 - Londra, † 2011)

## S(10)
- George Saville, calciatore inglese (Camberley, n. 1993)
- Stan Seymour, calciatore, allenatore di calcio e dirigente sportivo inglese (Kelloe, n. 1895 - Newcastle upon Tyne, † 1978)
- George Sharples, calciatore inglese (Ellesmere Port, n. 1943 - † 2020)
- George Arthur Smith, calciatore, allenatore di calcio e militare inglese (Londra, n. 1889 - Argonne, † 1917)
- George Smith, calciatore e allenatore di calcio inglese (Bromley, n. 1915 - Bodmin, † 1983)
- George Stacey, calciatore inglese (Thorpe Hesley, n. 1881 - Rotherham, † 1972)
- George Stevenson, calciatore e allenatore di calcio scozzese (n. 1905 - † 1990)
- George Stobbart, calciatore inglese (Morpeth, n. 1921 - † 1995)
- George Suri, calciatore salomonese (Honiara, n. 1982)
- George Swift, calciatore e allenatore di calcio inglese (Oakengates, n. 1870 - Southampton, † 1956)

## T(7)
- George McLean, ex calciatore scozzese (Paisley, n. 1943)
- George Tait, calciatore inglese (n. 1859 - † 1882)
- George Tanner, calciatore inglese (Blackpool, n. 1999)
- George Telfer, ex calciatore inglese (Liverpool, n. 1955)
- George Thomas, calciatore gallese (Leicester, n. 1997)
- George Thompson, calciatore inglese (Maltby, n. 1926 - † 2004)
- George Thorne, ex calciatore inglese (Chatham, n. 1993)

## W(9)
- George Wall, calciatore inglese (Boldon Colliery, n. 1885 - † 1962)
- George Waring, calciatore inglese (Kingsley, n. 1994)
- Japtheth Waweru, ex calciatore keniota (n. 1978)
- Fred Wheldon, calciatore e crickettista inglese (Langley Green, n. 1869 - Worcester, † 1924)
- Barry Wilkinson, calciatore inglese (Bishop Auckland, n. 1935 - † 2004)
- George Williams, calciatore gallese (Milton Keynes, n. 1995)
- George Wilson, calciatore inglese (Kirkham, n. 1892 - Blackpool, † 1961)
- George Wood, ex calciatore scozzese (Douglas, n. 1952)
- George Woodger, calciatore inglese (Croydon, n. 1883 - Croydon, † 1961)

## X(1)
- George Xuereb, ex calciatore maltese (n. 1953)

## Y(1)
- George Young, calciatore e allenatore di calcio scozzese (Grangemouth, n. 1922 - † 1997)

## Ț(1)
- George Țucudean, ex calciatore rumeno (Arad, n. 1991)